# Bermuthshain
Bermuthshain is een plaats in de Duitse gemeente Grebenhain, deelstaat Hessen, en telt 617 inwoners.